# Ciao nemico
Ciao nemico è un film italiano del 1981 diretto da E.B. Clucher.

## Trama
Nell'estate del 1943, dopo lo sbarco delle truppe americane in Sicilia, il generale statunitense Brigg manda un commando di guastatori, capitanati dal tenente Kirby, a minare il Ponte dei Cesari per essere pronti a farlo saltare al momento più opportuno. Da parte italiana, il colonnello che comanda le operazioni riceve anche lui l'ordine di far saltare il ponte e resistere. A causa di un malinteso, però, la squadra italiana è composta dai soldati della banda musicale agli ordini del tenente Tocci.
Arrivati al ponte in momenti diversi, i due gruppi si ritrovano a vanificare i reciproci sforzi e finiscono per trovarsi uno di fronte all'altro; i due ufficiali scendono a parlamentare. Chiacchierando, i dieci soldati dei due gruppi iniziano a fraternizzare. Decidono così di comune accordo di ingannare i rinforzi statunitensi in arrivo al paesino e gli stessi abitanti che Italia ed Alleati hanno firmato una tregua; mentre il paese è occupato in grandi festeggiamenti, i soldati si distraggono con delle prostitute italiane fatte arrivare appositamente.
Alla fine, i due gruppi si separano e tornano ai rispettivi posti, augurandosi buona fortuna. Si passa al presente, dove una guida turistica comparsa all'inizio del film termina di raccontare la storia; tra i turisti c'è Kirby, ora anziano insegnante, in viaggio con la sua classe; invitato a cena dagli alunni, declina per andare a Palermo a vedere Tocci dirigere il Nabucco.

## Produzione
Nonostante l'ambientazione siciliana, in realtà il film venne girato nel Lazio, nei pressi di Roccasecca in provincia di Frosinone ed a Monte Romano in provincia di Viterbo.

## Colonna sonora
La colonna sonora del film, utilizzata sia per la sigla d'apertura, sia nei titoli di coda, riprende il tema musicale di When Johnny Comes Marching Home. Inoltre, quando i due gruppi si trovano per la prima volta uno di fronte all'altro, la stessa viene suonata dalla banda italiana per prendere in giro il commando statunitense.